# Asû
Als Asû wurde im alten Babylonien ein Heiler bezeichnet, der neben dem Ašipu wesentlich an der Heilung von Krankheiten beteiligt war. Anders als der Ašipu, der etwa auch Exorzismen durchführen konnte, war der Asû Laie. Schutzgöttin der Angehörigen dieses Berufsstandes war die Gula. Anders als zum Ašipu ist über den Asû nur wenig bekannt.
Es wird vermutet, dass er an keinem bestimmten Ort seinem Handwerk nachging. Worin dieses exakt bestand, ist ebenfalls unklar. Möglicherweise handelte es sich um eine Art von Apotheker oder aber auch um einen Bader.